# 蒲郡市民会館
蒲郡市民会館（がまごおりしみんかいかん）は、愛知県蒲郡市にある文化普及支援施設である。

## 概要

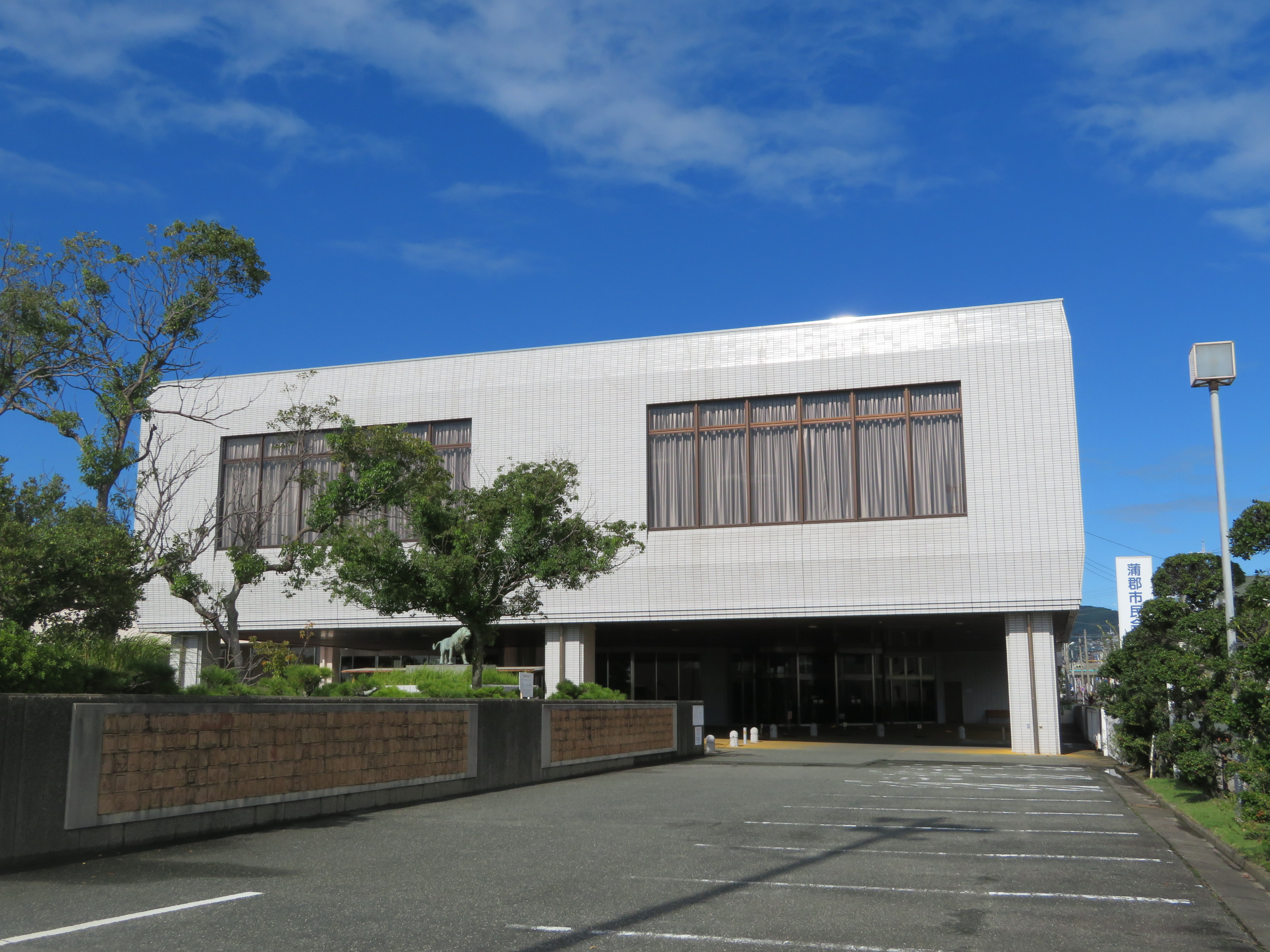
施設の一部

1973年（昭和48年）11月3日に開館した鉄骨鉄筋コンクリート造り（地上4階、地下1階）の施設。プロセニアム形式（劇場型多目的ホール）のホールと大小会議室がある。駐車場は蒲郡市博物館と共用で355台、イベント開催時には周辺に点在する臨時駐車場も利用可能となる。指定管理者制度により「ピーアンドピーグループ蒲郡市民会館運営共同体」が管理運営を行っている。
蒲郡市の成人式は大ホールを使用するほか、各種イベントでホールや会議室が利用されている。蒲郡市の周年記念行事では、CBCテレビの天才クイズやNHKのど自慢の収録、同市出身のアーティスト・しがせいこのコンサート（2014年（平成26年）12月23日）などが行われた。

### ホール関係
- 大ホール
  - 収容定員：1598席（1・2階席1364席、3階席234席、車イス席8席）
- 中ホール
  - 収容定員：516席（車イス席8席）

### 会議室関係
- 東ホール
  - 収容定員：315名（移動壁で2分割の場合、各150名）
- 大会議室
  - 収容定員：120名
- 中会議室
  - 収容定員：54名
- 東会議室
  - 収容定員：32名（円卓形式）
- 談話室
  - 収容定員：12名（円卓形式）
- 会議室1
  - 収容定員：60名
- 会議室2
  - 収容定員：50名
- 会議室3
  - 収容定員：70名

### その他
- 展示場1
  - 大ホールの利用がない時にロビーを転用
- 展示場2
  - 屋外高床広場（大ホール、中ホールエントランス）
- 茶室1
  - 6畳茶室
- 茶室2
  - 8畳和室（会議室として利用可）
- 喫茶・食事
  - カフェ「ガシル」（2025年4月より。以前はレストラン「東海」→カフェモーガン→デリスガロアが入居していた。）

## 沿革
- 1973年（昭和48年）11月3日 - 市制施行20周年記念事業により開館。
- 1973年（昭和49年）11月3日 - 茶室「三興庵」が新設され、茶席開きを行う。
- 1981年（昭和56年）6月26日 - 東ロビーを改装する。
- 1987年（昭和61年）9月1日 - 年中無休となる。
- 1992年（平成4年）3月31日 - 「東ホール」が竣工する。
- 1993年（平成5年）10月1日 - 火曜日休館となる[3]。
- 2005年（平成17年）3月31日 - 結婚式場業務を廃止する（昭和48年より約4,500件の利用）。
- 2006年（平成18年）4月1日 - 指定管理者制度により「イマジン」が管理運営を行う。
- 2006年（平成18年）11月28日 - 「イマジン」の指定管理者指定を解除し、蒲郡市直営に戻す。
- 2008年（平成20年）4月1日 - 指定管理者制度により「ピーアンドピーグループ蒲郡市民会館運営共同体」が管理運営を行う。
- 2014年（平成26年）9月4日 - 2階に「カフェモーガン」（cafe MORGEN）がオープン[4]。
- 2022年（令和4年）4月1日 - 2階のカフェが「デリスガロア」（DELICES GALORE）に転換[5]。
- 2023年（令和5年）11月3日 - 開館50周年。
- 2025年（令和7年）4月2日 - 2階のカフェが蒲郡市シルバー人材センター運営による「ガシル」に転換[6]。

## その他
1982年（昭和57年）9月19日に黒柳徹子の講演会が開催され、開館以来記録的な入場者となる。この当時は黒柳の自伝的エッセイ『窓ぎわのトットちゃん』が大ベストセラーになっていた。
2006年（平成18年）度より指定管理者制度を導入したが、指定管理者「イマジン」が利用者より受け取った使用料の未納付、公共料金や清掃業者などへの支払いが滞ったことを理由に、指定後わずか7か月で指定管理者を辞退した。利用者への影響を避けるため、いったん蒲郡市直営に戻されたが、現在は「ピーアンドピーグループ蒲郡市民会館運営共同体」が指定管理者となっている。
2015年（平成27年）6月13日には、東京オートサロンのイメージガールユニット『A-class』の同年度メンバーだった竹田愛、森脇亜紗紀、坂本くるみ、菅原樹里亜がカフェモーガンを訪れミニライブを行っていた。

## 交通アクセス
- JR東海道本線・名鉄蒲郡線 蒲郡駅南口より徒歩で約5分。

## 周辺施設
- 蒲郡市博物館
- 蒲郡商工会議所
- 蒲郡市保健医療センター